# Campo Mourão (microregio)
Campo Mourão is een van de 39 microregio's van de Braziliaanse deelstaat Paraná. Zij ligt in de mesoregio Centro Ocidental Paranaense en grenst aan de microregio's Cianorte, Floraí, Ivaiporã, Pitanga en Goioerê. De microregio heeft een oppervlakte van ca. 7.069 km². In 2009 werd het inwoneraantal geschat op 203.768.
Veertien gemeenten behoren tot deze microregio:
- Araruna
- Barbosa Ferraz
- Campo Mourão
- Corumbataí do Sul
- Engenheiro Beltrão
- Farol
- Fênix
- Iretama
- Luiziana
- Mamborê
- Peabiru
- Quinta do Sol
- Roncador
- Terra Boa

Mesoregio's: Centro Ocidental Paranaense · Centro Oriental Paranaense · Centro-Sul Paranaense · Metropolitana de Curitiba · Noroeste Paranaense · Norte Central Paranaense · Norte Pioneiro Paranaense · Oeste Paranaense · Sudeste Paranaense · Sudoeste Paranaense

Microregio's: Apucarana · Assaí · Astorga · Campo Mourão · Capanema · Cascavel · Cerro Azul · Cianorte · Cornélio Procópio · Curitiba · Faxinal · Floraí · Foz do Iguaçu · Francisco Beltrão · Goioerê · Guarapuava · Ibaiti · Irati · Ivaiporã · Jacarezinho · Jaguariaíva · Lapa · Londrina · Maringá · Palmas · Paranaguá · Paranavaí · Pato Branco · Pitanga · Ponta Grossa · Porecatu · Prudentópolis · Rio Negro · São Mateus do Sul · Telêmaco Borba · Toledo · Umuarama · União da Vitória · Wenceslau Braz